# Bizarre Inc
Bizarre Inc fue un proyecto de música house originario de Stafford, Inglaterra. Inicialmente formado en 1989 por Dean Meredith y Mark "Aaron" Archer, este último dejó el proyecto al año siguiente incorporándose poco después en su lugar Carl Turner y Andrew Meecham.

## Carrera
El grupo se formó cuando Meredith y Archer crearon un proyecto Acid house y Techno. La primera publicación, sólo disponible en vinilo, fue "It's Time to Get Funky", posteriormente renombrado como "Time to Get Funky"  y el álbum debut, Technological, ambos escritos y producidos por Meredith y Archer.
En 1990, Archer dejó a Meredith para trabajar como productor y escritor en diferentes proyectos house y techno como DJ Nex, Mr. Nex, O.P.D., Xen Mantra, y otros (incluyendo Nexus 21 y Altern-8 con el coproductor Chris Peat). 
A finales del mismo año, otros dos DJs experimentados - Andrew Meecham y Carl Turner - se unieron a Meredith, formando de esta manera un trío. El primer lanzamiento juntos fue "Bizarre Theme" / "X-Static" con una aceptación moderada, pero el siguiente, "Playing with Knives", fue su mayor éxito alcanzando el puesto #4, seguido de "Such a feeling" que consiguió el #13.
Un año más tarde, publicaron el álbum Energique, alcanzando un año más tarde el número uno en los Estados Unidos con los sencillos "I'm Gonna Get You", que estuvo dos semanas (también alcanzando el número #47 en el Billboard Hot 100) y  "Took My Love", que lo fue otras dos semanas. Ambas canciones con la cantante de sesión Angie Brown. Una tercera canción, "Love in Motion" (con Yvonne Yanney), alcanzó el #4 en la Dance Chart de EE. UU. a finales de año. 
También publicaron un tercer álbum más comercial en 1996, Surprise, tras el que se separaron, continuando Meecham y Meredith bajo el nombre Chicken Lips.
En el Reino Unido, su mayores éxitos fueron "Playing with Knives" (#4) y "I'm Gonna Get You" (#3).

## Discografía

### Álbumes
- Technológical (1989)
- Energique (1992)
- The Super People (1994) [unreleased]
- Surprise (1996)

### Sencillos
| Año  | Título                                 | Reino Unido | USDance | EE.UU . | Álbum            |
| ---- | -------------------------------------- | ----------- | ------- | ------- | ---------------- |
| 1989 | "It's Time to Get Funky"               | -           | -       | -       | No-álbum singles |
| 1989 | "Technological"                        | -           | -       | -       | No-álbum singles |
| 1990 | "Bizarre Theme" / "X-Static"           | -           | -       | -       | No-álbum singles |
| 1991 | "Playing with Knives"                  | 4           | -       | -       | No-álbum singles |
| 1991 | "Such a Feeling" (b/w "Raise Me")      | 13          | -       | -       | No-álbum singles |
| 1991 | "Playing with Knives" (b/w "Plutonic") | 4           | -       | -       | Energique        |
| 1992 | "I'm Gonna Get You"                    | 3           | 1       | 47      | Energique        |
| 1993 | "Took My Love"                         | 19          | 1       | -       | Energique        |
| 1993 | "Love in Motion"                       | -           | 4       | -       | Energique        |
| 1993 | "Agroovin'"                            | -           | -       | -       | Energique        |
| 1996 | "Keep the Music Strong"                | 33          | -       | -       | Surprise         |
| 1996 | "Surprise"                             | 21          | -       | -       | Surprise         |
| 1996 | "Get Up Sunshine Street"               | 45          | -       | -       | Surprise         |
| 1999 | "Playing with Knives" (remixes)        | 30          | -       | -       |                  |